# Apsarasa nigrocaerulea
Apsarasa nigrocaerulea är en fjärilsart som beskrevs av George Francis Hampson 1910. Apsarasa nigrocaerulea ingår i släktet Apsarasa och familjen nattflyn. Inga underarter finns listade i Catalogue of Life.